# Chích lá Hải Nam
Chích lá Hải Nam (danh pháp hai phần: Phylloscopus hainanus) là một loài chích lá thuộc chi Chích lá, họ Chích lá. Loài này phân bố ở Hải Nam, Trung Quốc. Môi trường sinh sống tự nhiên là rừng đất thấp ẩm nhiệt đới hoặc cận nhiệt đới hay rừng núi cao ẩm nhiệt đới và cận nhiệt đới. Nó bị đe dọa mất nơi sống.